# José Gastaldi y Bo
José Gastaldi y Bo (1842-1886) fue un pintor español.

## Biografía
Nacido en Valencia el 11 de julio de 1842, fue discípulo de la Academia de San Carlos de aquella ciudad y de la de San Fernando de Madrid, siéndolo al propio tiempo particularmente de Plácido Francés y Pablo Gonzalvo. Entre las obras suyas que se conocen se cuentan las siguientes: El Viático, que figuró en la Exposición Nacional de 1864; y Una pobre y El capital perdido, lienzos que figuraron en la de 1866 y por los que alcanzó mención honorífica. Igual distinción alcanzó en la Exposición regional de Valencia de 1867. También fueron de su mano Unos muchachos jugando al paso; El juego del truquiflor en una taberna; Un barbero desempeñando su oficio al aire libre; La vuelta de una romería, que figuró en la Exposición Nacional de 1871; y Entrada de las tropas liberales en Bilbao en 1874, llevando a su frente a los generales Serrano y Concha, obra rifada en Barcelona en 1871, entre otras. Falleció en 1886.